# خواكوين فيلومبراليس (محطة مترو أنفاق مدريد)
خواكوين فيلومبراليس (بالإسبانية: Joaquín Vilumbrales)‏ هي محطة مترو أنفاق في مدريد في إسبانيا، تقع على الخط رقم 10.